# JR四国7000系電車
7000系電車（7000けいでんしゃ）は、四国旅客鉄道（JR四国）の直流近郊形電車。

## 概要
1990年（平成2年）の予讃線伊予北条駅 - 伊予市駅間の電化開業により、両運転台構造で制御電動車の7000形（cMc）が8両、片運転台構造（伊予市・琴平向き）の制御車7100形（Tc）が4両の計12両が新造され、日中の同区間を走行する気動車列車のほとんどを置き換えた。その後、1993年（平成5年）の予讃線観音寺駅 - 松山駅完全電化開業に備え、1992年（平成4年）の観音寺駅 - 新居浜駅間・今治駅 - 伊予北条駅間の電化開業時に7000形が17両、7100形が7両の計24両が新造された。36両全てが近畿車輛製である。
JRの近郊形車両では初めてVVVFインバータ制御を採用した。

## 車両概説
軽量ステンレス車体で、乗降用ドアは片側3箇所で両端は片開き、中央は両開きである。また、ワンマン運転時は中央の扉が締め切り扱いとなる。車内の座席はクロスシートとロングシートを点対称に配置。これらは先に登場した1000形気動車の構造を踏襲している。側窓は1000形の二段窓に対し、一段下降式となっている。

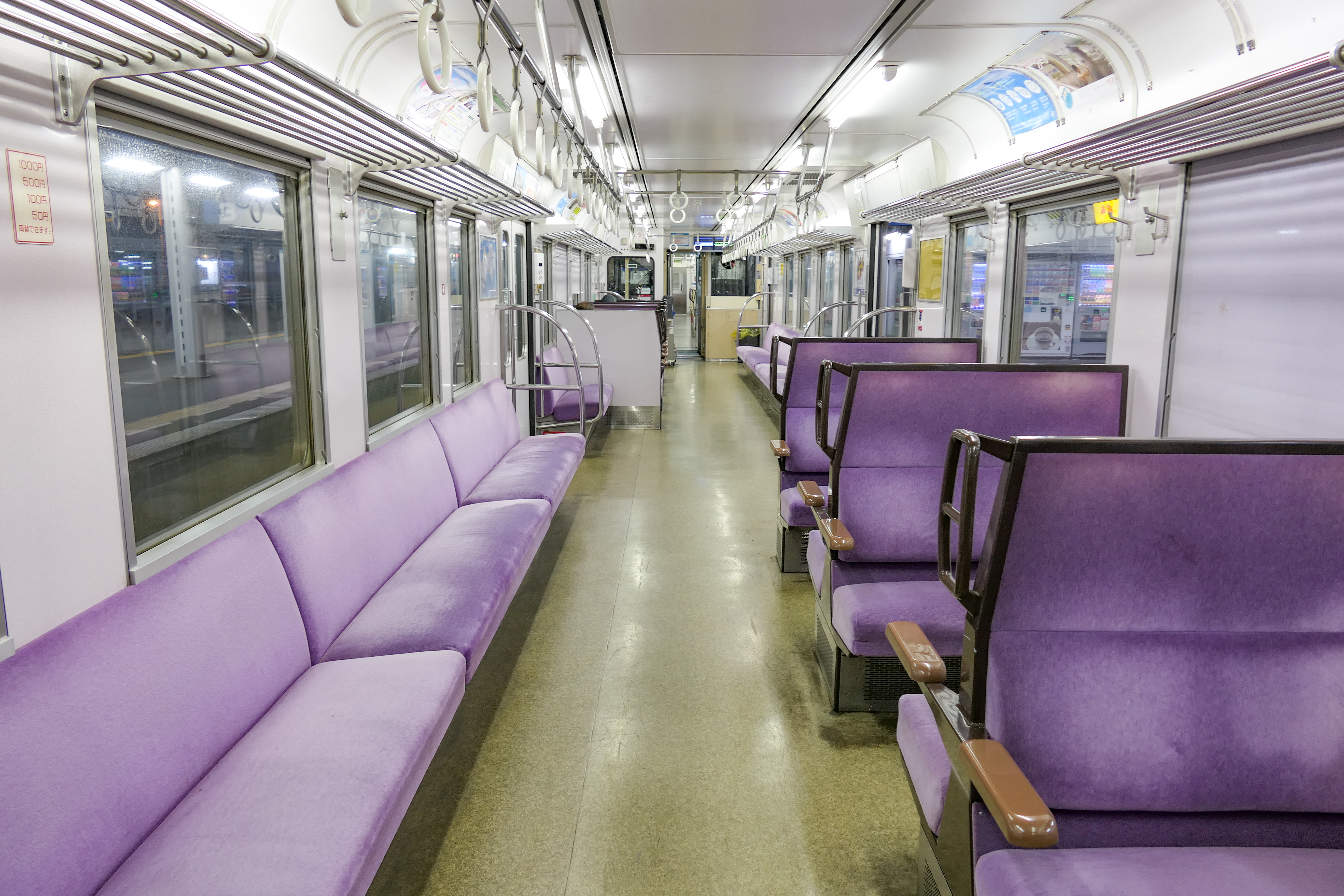
車内 （2021年12月）
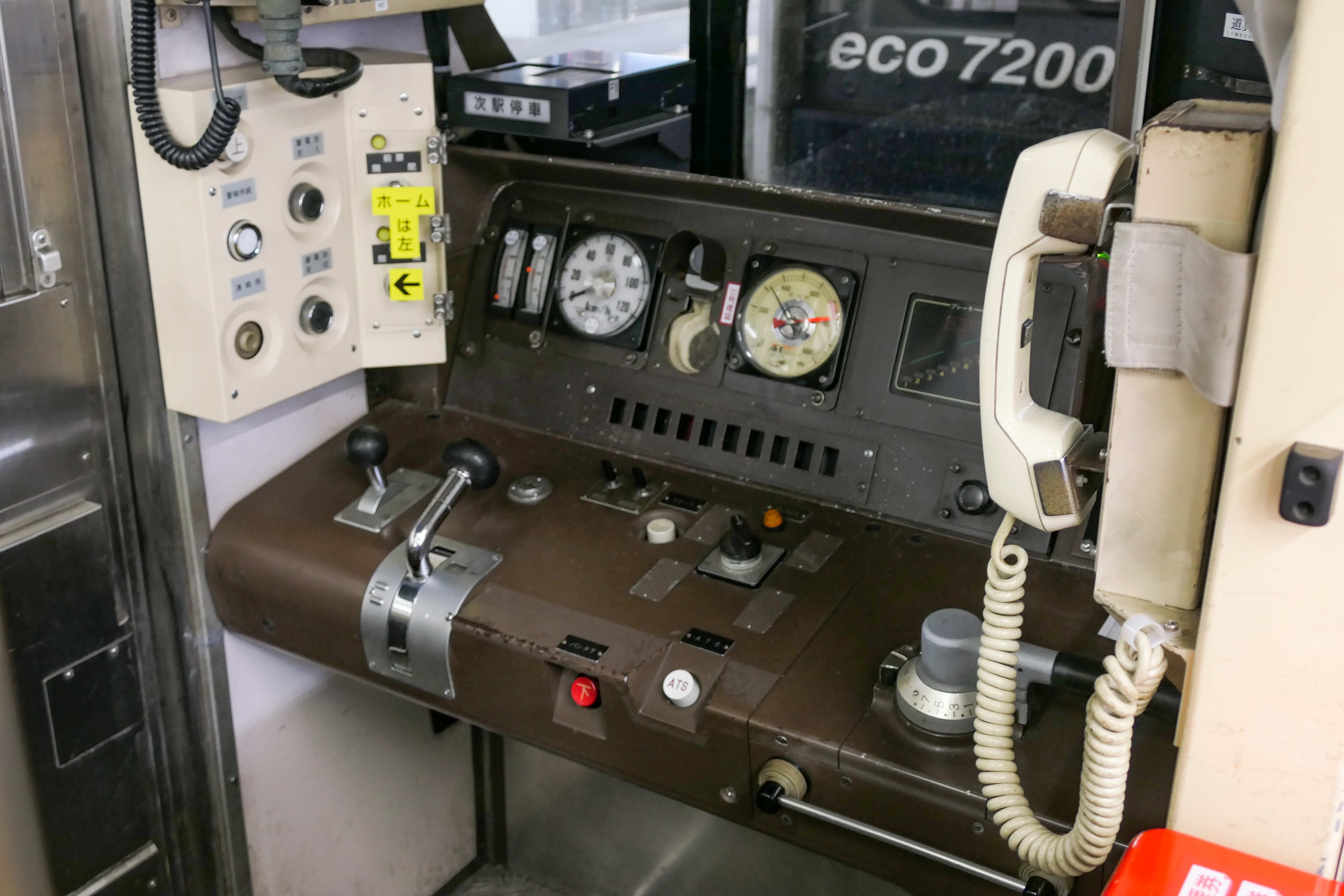
運転台 （2021年12月）

箕浦駅以西の狭小建築限界トンネルに対応するため、車体全体を低屋根構造とし、新たに開発された S-PS58形 パンタグラフを搭載することでパンタ折りたたみ高さを3,900 mmに抑えた。
ワンマン運転に対応するため整理券発行器が、運転台がある側には運賃箱・運賃表示器も搭載されている。VVVFインバータ装置の制御素子はGTOサイリスタ（4500 V/2000 A）が採用されたが、7000形の高松運転所に所属する7016号はIGBT素子に換装された。これは試験車として長期試験を行うことが目的であり、運用は他の車両と共通となっていた。2018年（平成30年）に他の7000系と同一のものに取り替えられたが、その後の機器更新によって日立製のものに交換されている。

## 運用
2025年（令和7年）4月1日現在
松山運転所
- 7000形：18両（7001 - 7002・7004 - 7017・7023・7025）
- 7100形：08両（7101 - 7108）

高松運転所
- 7000形：6両（7018 - 7022・7025）
- 7100形：03両（7109 - 7111）

予讃線高松駅 - 伊予市駅間・土讃線多度津駅 - 琴平駅間で運用されている。トイレが設置されていないため本四備讃線（瀬戸大橋線）での運用はない。通勤通学時間帯以外を中心にワンマン運転を実施している。
7000形単独で運転のほか、7000形または7100形を増結して運用されることもあり、確認されている中で回送や臨時列車等を含み、最大で5両編成を組む。また、6000系や7200系との併結運用も可能である。

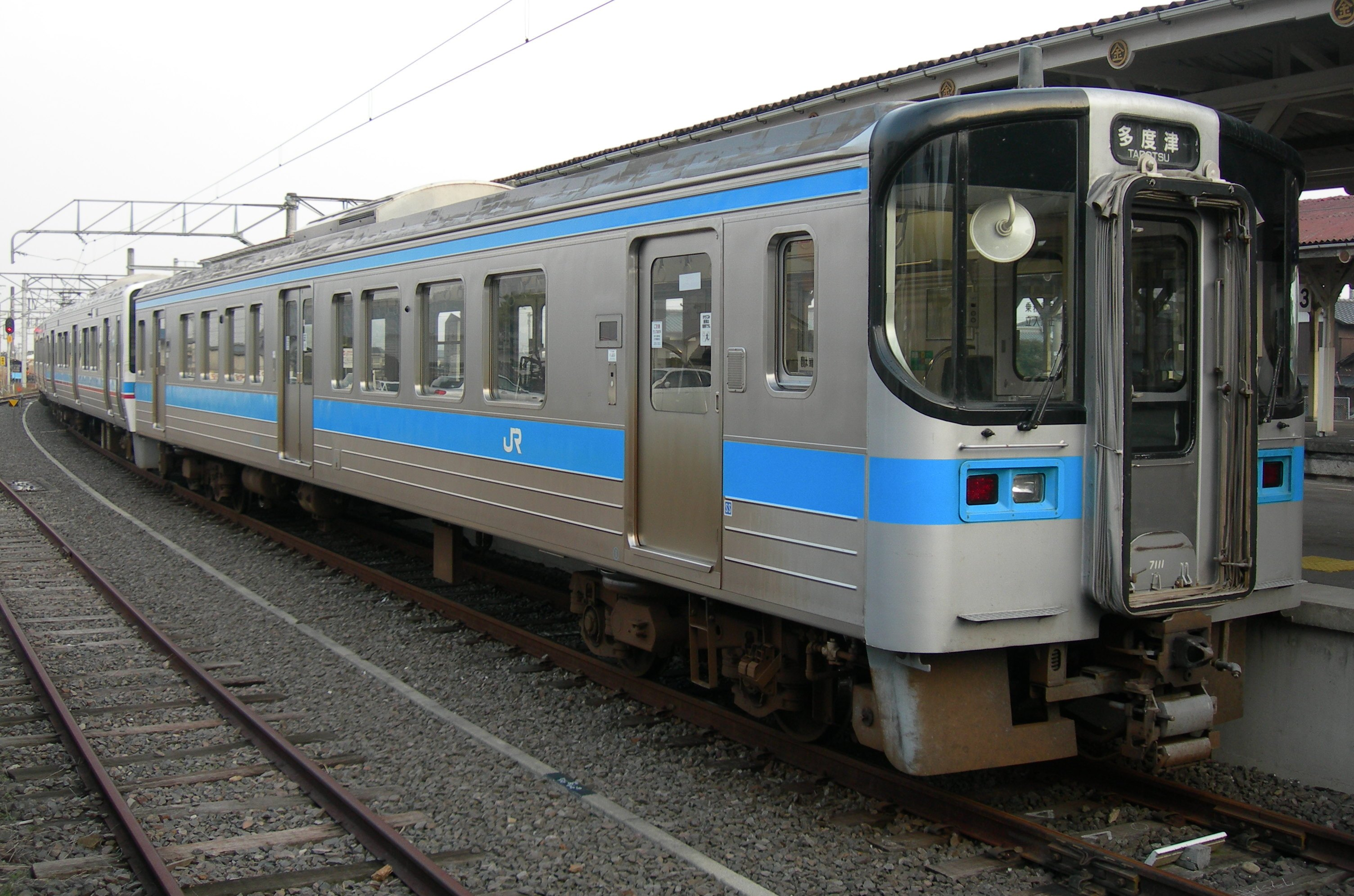
6000系と連結運用中の7111 （2008年1月8日 琴平駅）
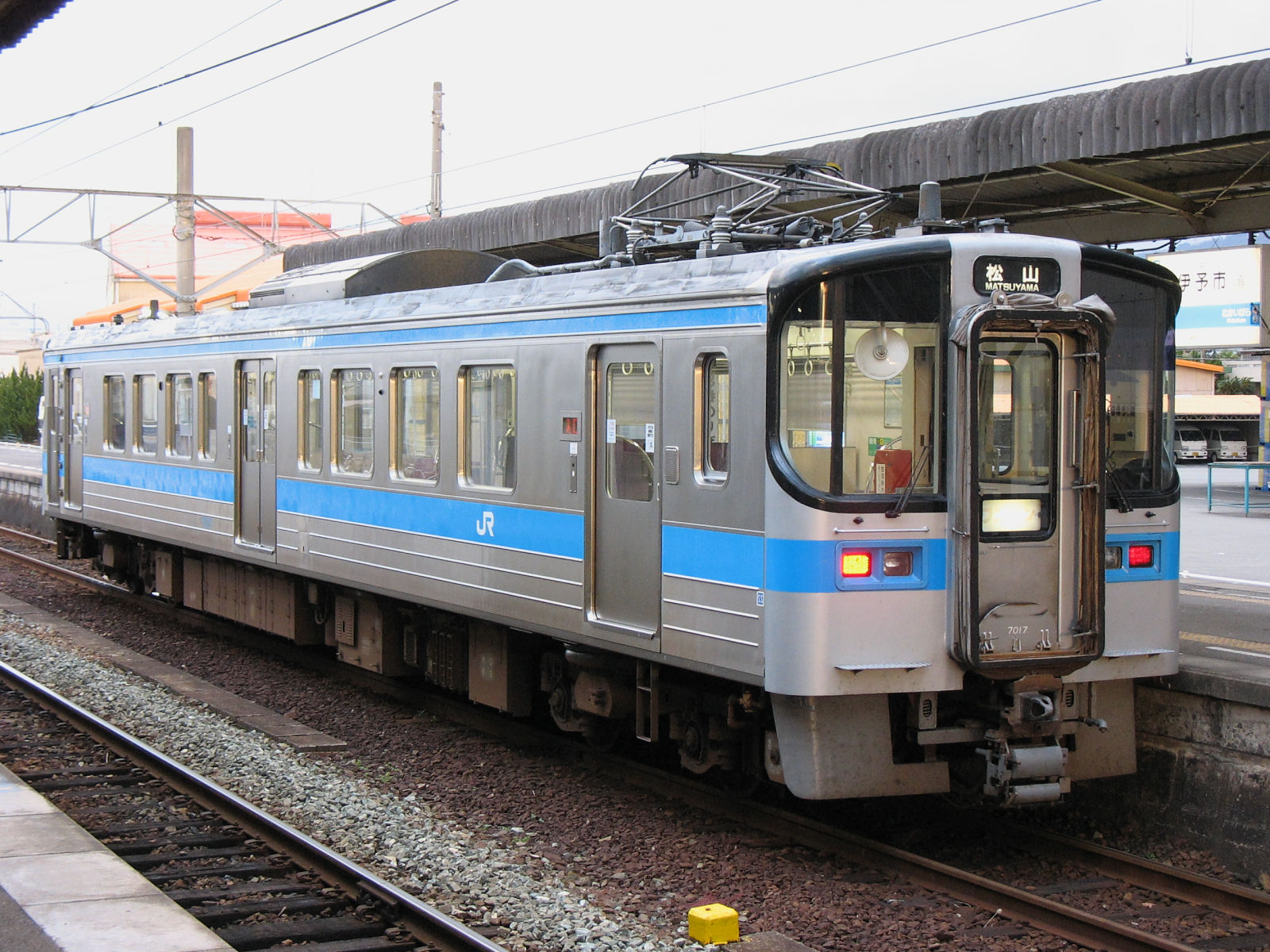
ワンマン運転時の7017 （2008年1月 伊予市駅）
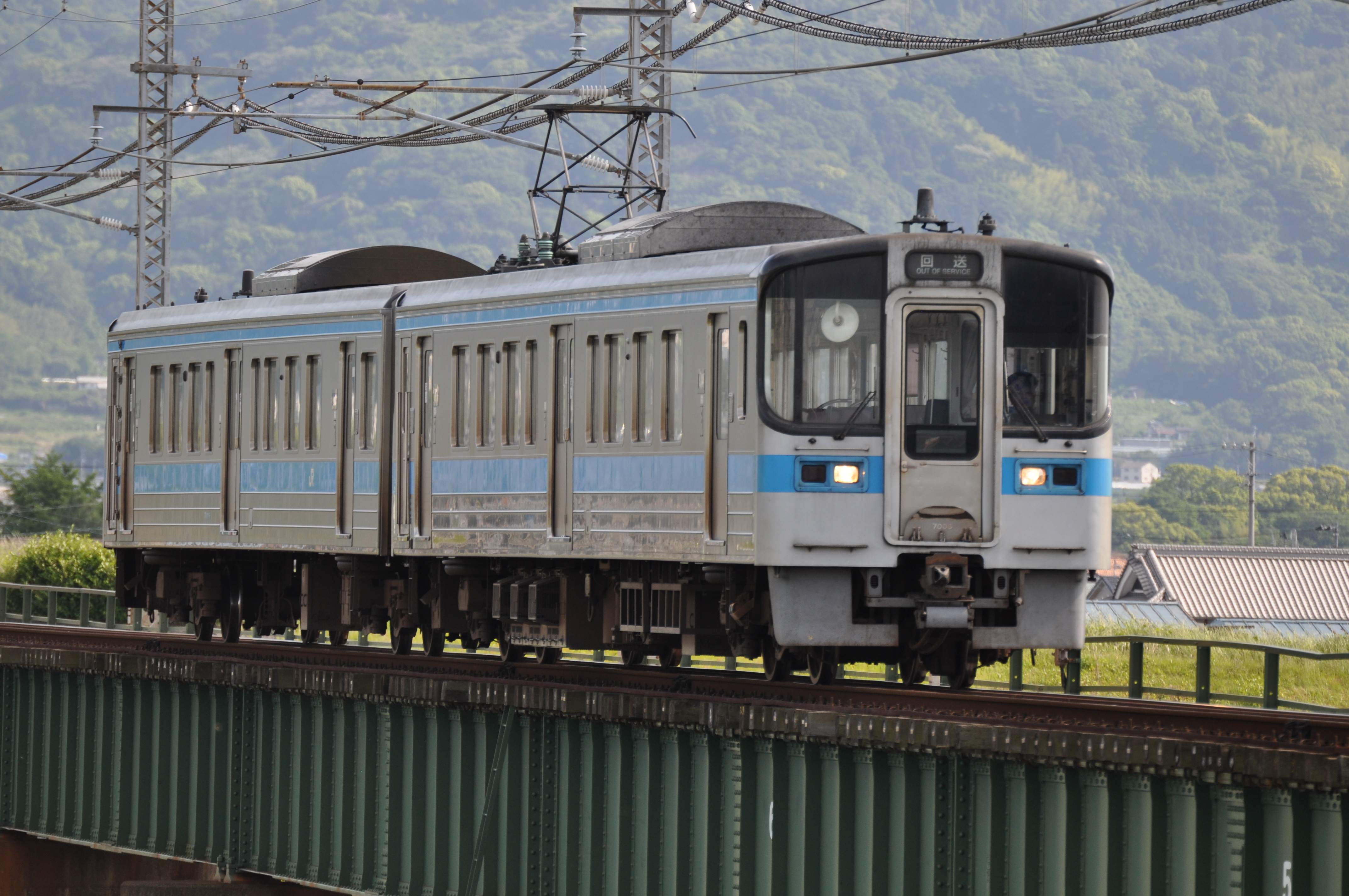
7008+7105で運転される回送列車（2023年5月 市坪駅 - 北伊予駅間）

## 機器更新
2017年（平成29年）頃から、VVVFインバータ装置が更新されている。2025年（令和7年）4月1日現在、7001・7002・7004・7006・7007・7008・7009・7013・7014・7016・7019・7024の12両が更新済み。
また、2022年（令和4年）9月頃から車両のドアシグナル設置（後付け・チャイム付）が施工されている。全車両に導入済み。
加えて、2023年（令和5年）3月頃より、行先表示幕が更新されている（駅ナンバリング・英語表記・快速種別名追加）。これにより、2023年（令和5年）3月17日限りで快速「サンポート」でのヘッドマークは使用されなくなった。

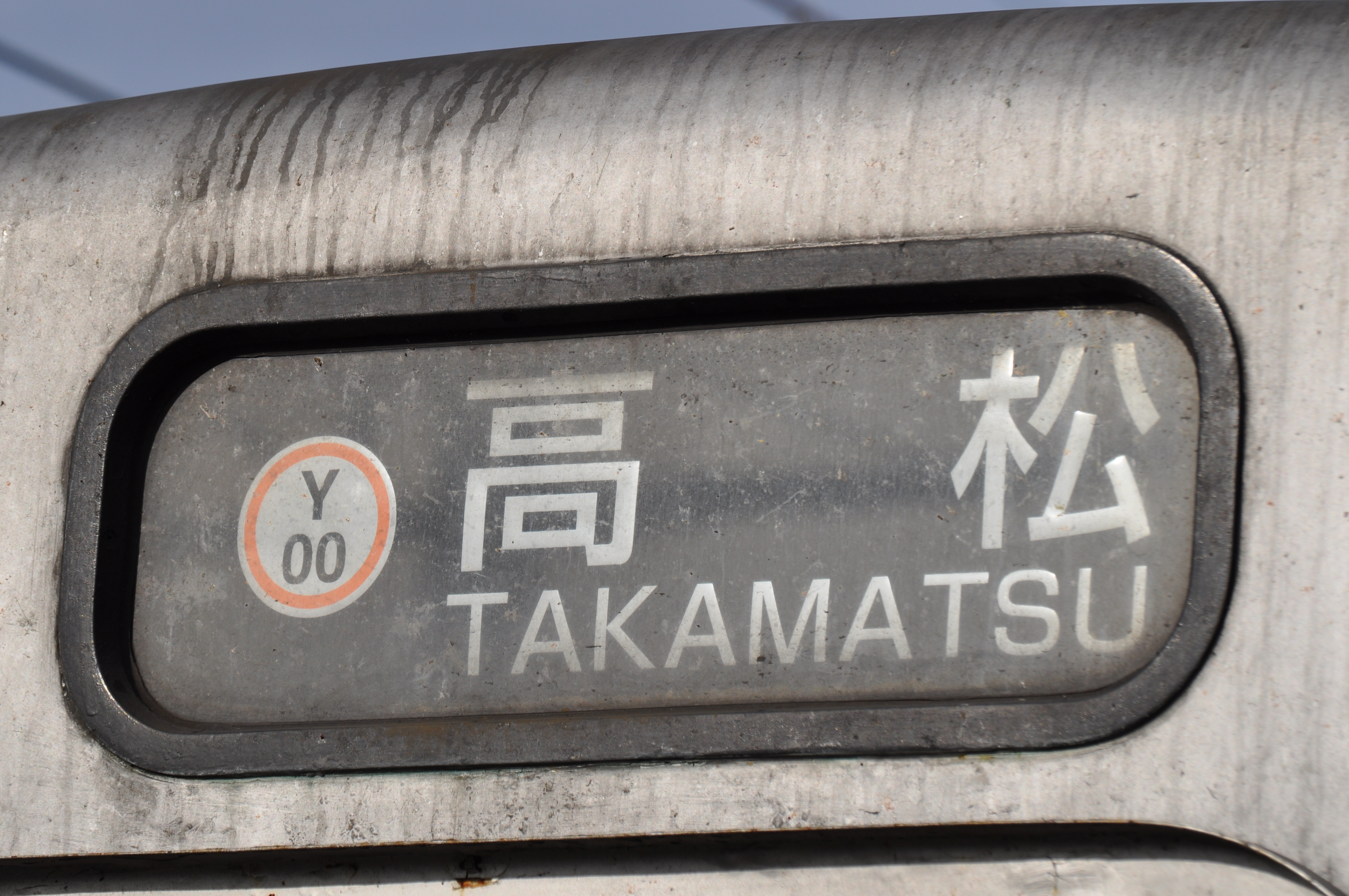
行先表示幕更新により駅ナンバリングが追加された （2023年6月）
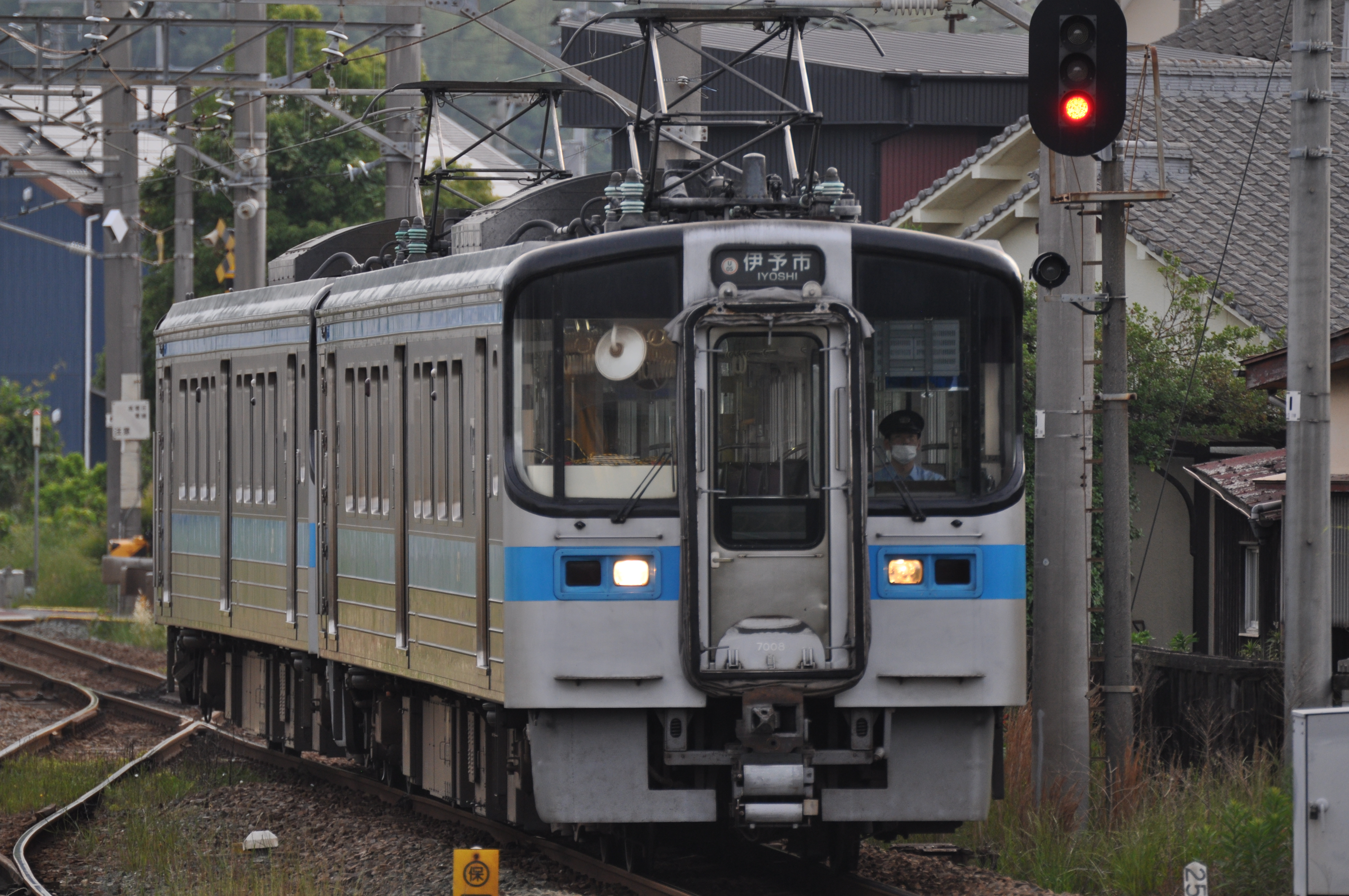
表示幕更新後の普通伊予市行き （2023年6月）

## 廃車
2024年（令和6年）3月31日付で7003が廃車され、本系列の廃車第1号となった。

## 車歴表
2025年（令和7年）4月1日現在
- 全車両近畿車輛製

| 車両形式 | 車両番号 | 所属 | 落成日     | 機器更新   | 廃車       | 備考 |
| -------- | -------- | ---- | ---------- | ---------- | ---------- | ---- |
| 7000形   | 7001     | 松山 | 1990/10/30 | 2013/10/25 |            |      |
| 7000形   | 7002     | 松山 | 1990/10/30 | 2013/12/16 |            |      |
| 7000形   | 7003     | 松山 | 1990/11/11 |            | 2024/03/31 |      |
| 7000形   | 7004     | 松山 | 1990/11/11 | 2012/06/28 |            |      |
| 7000形   | 7005     | 松山 | 1990/11/11 |            |            |      |
| 7000形   | 7006     | 松山 | 1990/11/11 | 2013/06/27 |            |      |
| 7000形   | 7007     | 松山 | 1990/11/11 | 2012/11/27 |            |      |
| 7000形   | 7008     | 松山 | 1990/11/11 | 2014/03/07 |            |      |
| 7000形   | 7009     | 松山 | 1992/06/27 | 2019年上期 |            |      |
| 7000形   | 7010     | 松山 | 1992/06/27 |            |            |      |
| 7000形   | 7011     | 松山 | 1992/06/27 |            |            |      |
| 7000形   | 7012     | 松山 | 1992/06/27 |            |            |      |
| 7000形   | 7013     | 松山 | 1992/06/27 | 2019年上期 |            |      |
| 7000形   | 7014     | 松山 | 1992/06/27 | 2014/10/21 |            |      |
| 7000形   | 7015     | 松山 | 1992/06/27 |            |            |      |
| 7000形   | 7016     | 松山 | 1992/06/27 | 2019年上期 |            |      |
| 7000形   | 7017     | 松山 | 1992/06/27 |            |            |      |
| 7000形   | 7018     | 高松 | 1992/06/27 |            |            |      |
| 7000形   | 7019     | 高松 | 1992/06/27 | 2012/08/29 |            |      |
| 7000形   | 7020     | 高松 | 1992/06/27 |            |            |      |
| 7000形   | 7021     | 高松 | 1992/06/27 | 2015/01/07 |            |      |
| 7000形   | 7022     | 高松 | 1992/06/27 |            |            |      |
| 7000形   | 7023     | 松山 | 1992/06/27 |            |            |      |
| 7000形   | 7024     | 高松 | 1992/06/27 |            |            |      |
| 7000形   | 7025     | 松山 | 1992/06/27 |            |            |      |
| 7100形   | 7101     | 松山 | 1990/10/30 |            |            |      |
| 7100形   | 7102     | 松山 | 1990/11/11 |            |            |      |
| 7100形   | 7103     | 松山 | 1990/11/11 |            |            |      |
| 7100形   | 7104     | 松山 | 1990/11/11 |            |            |      |
| 7100形   | 7105     | 松山 | 1992/06/27 |            |            |      |
| 7100形   | 7106     | 松山 | 1992/06/27 |            |            |      |
| 7100形   | 7107     | 松山 | 1992/06/27 |            |            |      |
| 7100形   | 7108     | 松山 | 1992/06/27 |            |            |      |
| 7100形   | 7109     | 高松 | 1992/06/27 |            |            |      |
| 7100形   | 7110     | 高松 | 1992/06/27 |            |            |      |
| 7100形   | 7111     | 高松 | 1992/06/27 |            |            |      |